# 1991-es Formula–1 mexikói nagydíj
A mexikói nagydíj volt az 1991-es Formula–1 világbajnokság hatodik futama.

## Futam
Mexikóban ismét Patrese indult a pole-ból, Mansell, Senna, Alesi és Berger előtt. A rajtnál Patrese három helyet visszacsúszott, míg Alesi megelőzte Sennát. Paatrese Senna, majd Mansell megelőzése után ismét az élre állt. Alesi Mansell megelőzésekor megpördült és a 7. helyre esett vissza, végül kuplunghibával kiesett. Mansell a leintésig 1,2 másodpercre csökkentette hátrányát Patresével szemben, de előzni már nem tudott. A Williams kettős győzelmet aratott Senna, de Cesaris, Moreno és Éric Bernard előtt.
|         | Rsz. | Versenyző          | Csapat             | Körök | Idő/Kiesések | Rajthely | Pontok |
| ------- | ---- | ------------------ | ------------------ | ----- | ------------ | -------- | ------ |
| 1       | 6    | Riccardo Patrese   | Williams-Renault   | 67    | 1:29:52,205  | 1        | 10     |
| 2       | 5    | Nigel Mansell      | Williams-Renault   | 67    | + 1,336      | 2        | 6      |
| 3       | 1    | Ayrton Senna       | McLaren-Honda      | 67    | + 57,356     | 3        | 4      |
| 4       | 33   | Andrea de Cesaris  | Jordan-Ford        | 66    | + 1 kör      | 11       | 3      |
| 5       | 19   | Roberto Moreno     | Benetton-Ford      | 66    | + 1 kör      | 9        | 2      |
| 6       | 29   | Eric Bernard       | Lola-Ford          | 66    | + 1 kör      | 23       | 1      |
| 7       | 24   | Gianni Morbidelli  | Minardi-Ferrari    | 66    | + 1 kör      | 14       |        |
| 8       | 25   | Thierry Boutsen    | Ligier-Lamborghini | 65    | + 2 kör      | 10       |        |
| 9       | 11   | Mika Häkkinen      | Lotus-Judd         | 65    | + 2 kör      | 24       |        |
| 10      | 12   | Johnny Herbert     | Lotus-Judd         | 65    | + 2 kör      | 25       |        |
| 11      | 4    | Stefano Modena     | Tyrrell-Honda      | 65    | + 2 kör      | 8        |        |
| 12      | 3    | Nakadzsima Szatoru | Tyrrell-Honda      | 64    | + 3 kör      | 13       |        |
| Kiesett | 8    | Mark Blundell      | Brabham-Yamaha     | 54    | Motorhiba    | 12       |        |
| Kiesett | 32   | Bertrand Gachot    | Jordan-Ford        | 51    | Kicsúszás    | 20       |        |
| Kiesett | 30   | Szuzuki Aguri      | Lola-Ford          | 48    | Váltó        | 19       |        |
| Kiesett | 20   | Nelson Piquet      | Benetton-Ford      | 44    | Kerékcsapágy | 6        |        |
| Kiesett | 28   | Jean Alesi         | Ferrari            | 42    | Kuplung      | 4        |        |
| Kiesett | 22   | Jyrki Järvilehto   | Dallara-Judd       | 30    | Motorhiba    | 16       |        |
| Kiesett | 9    | Michele Alboreto   | Footwork-Porsche   | 24    | Motorhiba    | 26       |        |
| Kiesett | 7    | Martin Brundle     | Brabham-Yamaha     | 20    | Kerék        | 17       |        |
| Kiesett | 16   | Ivan Capelli       | Leyton House-Ilmor | 19    | Motorhiba    | 22       |        |
| Kiesett | 27   | Alain Prost        | Ferrari            | 16    | Generátor    | 7        |        |
| Kiesett | 15   | Maurício Gugelmin  | Leyton House-Ilmor | 15    | Motorhiba    | 18       |        |
| Kiesett | 14   | Olivier Grouillard | Fondmetal-Ford     | 13    | Motorhiba    | 21       |        |
| Kiesett | 2    | Gerhard Berger     | McLaren-Honda      | 5     | Motorhiba    | 5        |        |
| Kiesett | 23   | Pierluigi Martini  | Minardi-Ferrari    | 4     | Kicsúszás    | 15       |        |
| NK      | 26   | Érik Comas         | Ligier-Lamborghini |       |              |          |        |
| NK      | 17   | Gabriele Tarquini  | AGS-Ford           |       |              |          |        |
| NK      | 10   | Stefan Johansson   | Footwork-Porsche   |       |              |          |        |
| NK      | 18   | Fabrizio Barbazza  | AGS-Ford           |       |              |          |        |
| NeK     | 34   | Nicola Larini      | Lambo-Lamborghini  |       |              |          |        |
| NeK     | 35   | Eric van de Poele  | Lambo-Lamborghini  |       |              |          |        |
| NeK     | 31   | Pedro Chaves       | Coloni-Ford        |       |              |          |        |
| NeK     | 21   | Emanuele Pirro     | Dallara-Judd       |       |              |          |        |

## A világbajnokság állása a verseny után
| H  | Versenyzők       | Pont | H  | Konstruktőrök    | Pont |
| -- | ---------------- | ---- | -- | ---------------- | ---- |
| 1. | Ayrton Senna     | 44   | 1. | McLaren-Honda    | 54   |
| 2. | Riccardo Patrese | 20   | 2. | Williams-Renault | 33   |
| 3. | Nelson Piquet    | 16   | 3. | Benetton-Ford    | 21   |
| 4. | Nigel Mansell    | 13   | 4. | Ferrari          | 16   |
| 5. | Alain Prost      | 11   | 5. | Tyrrell-Honda    | 11   |

## Statisztikák
Vezető helyen:
- Nigel Mansell: 14 (1-14)
- Riccardo Patrese: 53 (15-67)

Riccardo Patrese 4. győzelme, 5. pole-pozíciója, Nigel Mansell 19. leggyorsabb köre.
- Williams 45. győzelme.